# ウジ・ランダウ

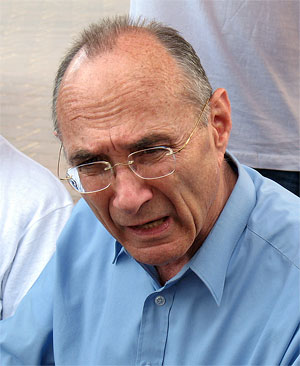
ウジ・ランダウ

ウジ・ランダウ（עוזי לנדאו, UZI LANDAU、1943年8月2日 - ）は、イスラエル第3の都市ハイファ出身。イスラエルの政治家で、元軍人。所属はイスラエル我が家。イスラエル工科大学、マサチューセッツ工科大学卒。父親はリクード、その前身のヘルートの有力議員でメナヘム・ベギン政権下で閣僚を勤めたハイム・ランダウ。ポーランドにそのルーツを持つ。

## 政治経歴
40代までは、イスラエル国防軍に所属。パラシュート部隊に所属し、少佐の地位で退役、政界に身を投じる。マサチューセッツ工科大学でPh.D.を取得。
1984年の第11回クネセト総選挙でリクードから出馬し初当選。党内では最も強硬な議員として脚光を浴びる。1999年には同党の党首選に出馬するものの、ベンヤミン・ネタニヤフ首相の前に敗れている。
以来連続6期当選。2001年、シャロン政権が発足すると、警察相として初入閣。
シャロン政権の強硬策を積極的に後押しし、パレスチナ自治政府の東エルサレムの拠点オリエントハウスの選挙の際は警察相として陣頭指揮を執った。ユダヤ人入植者や国家宗教党など宗教勢力との太いパイプを有していた。シャロンとの関係は非常に良好で、2003年の総選挙でシャロンが再任されると、ランダウは首相府相に横滑りする。しかし、翌年シャロンがガザ地区からの全面撤退を突如として打ち出すと、これまでの関係が一変する。
ランダウは党内反主流派のリーダー格として、シャロン政権打倒に立ち上がる。同年4月のリクードの党員投票では20ポイントの大差をつけ、一旦は否決に持ち込むが、2004年10月の国会での採決では、労働党が賛成に回った為撤退計画は実現に至る。ランダウは反対票を投じたため、即座に首相府相を解任される。
翌年1月に労働党を加えた大連立が発足するが、倒閣への意思を更に鮮明にしたランダウは同志・13人と共に内閣承認採決に反対。3月の予算採決にも反対する。政党政治にとり、予算は命ともいえるもの、それをめぐって対立が起きること自体、もはや当時のリクードは政党の体を成していなかったといえる。8月のガザからの撤退で、リクード内の怒りが頂点に達すると、ルーベン・リブリン国会議長を担ぎ倒閣に乗り出すがリブリンはこれを固辞、ランダウと同じように倒閣の意思を鮮明にしていたネタニヤフは党首選を前倒しし、シャロン追い落としを謀ったものの、この乾坤一擲の大勝負もシャロンらの集団離党で失敗に終わる。ランダウは、シャロン離党後のリクードの党首選への出馬を考えるものの、リブリンに諭されネタニヤフを支持する。
2006年3月に行われた第17回クネセト総選挙では、リクードから離党したシャロンらの新党カディマの影響で、リクードは12議席分の得票数しか得られず、比例名簿順位が12位より下だったランダウは落選した。2008年11月16日、これまで所属していたリクードの左傾化を理由に極右政党イスラエル我が家への移籍を発表。2009年2月の第18回クネセト総選挙で同党から政界復帰を目指す考えを明らかにした。ランダウは同党の比例順位2位で出馬、総選挙で7回目の当選を果たし、政界復帰を果たした。同年3月に発足した第2次ネタニヤフ政権では国家基盤相として入閣を果たした。
2013年1月の第19回クネセト選挙でも当選し、3月に発足した第3次ネタニヤフ内閣(第33代政府)で観光大臣を務めた。
2014年12月、政界から引退し、次の第20回クネセト選挙には立候補しないことを表明した。